# Alamodome
Het Alamodome is een multifunctioneel stadion in San Antonio, een stad in Texas, Verenigde Staten. Het stadion wordt voor verschillende doeleinden gebruikt, zoals American football, baseball, basketbal, boksen, Canadian football, concerten, voetbal, ijshockey en Worstelen. Het stadion ligt in het centrum van San Antonio en is geopend op 15 mei 1993. De bouw van het stadion kostte US$186 mln.
Het stadion werd verschillende keren gerenoveerd. In 2005 werd er 6,5 miljoen dollar vrijgemaakt door de gemeenteraad. In 2007 nog eens 8,3 miljoen dollar om de faciliteiten in het stadion te verbeteren.

## CONCACAF Gold Cup 2017
Tijdens de CONCACAF Gold Cup van 2017 was dit stadion een van de stadions waar voetbalwedstrijden werden gespeeld. In totaal twee groepswedstrijden in groep C.
| № | Datum        | Wedstrijd             | Uitslag | Gold Cup   | Toeschouwers |
| - | ------------ | --------------------- | ------- | ---------- | ------------ |
| 1 | 16 juli 2017 | Jamaica – El Salvador | 1 – 1   | Groepsfase | 44.232       |
| 2 | 16 juli 2017 | Curaçao – Mexico      | 0 – 2   | Groepsfase | 44.232       |

## Afbeeldingen

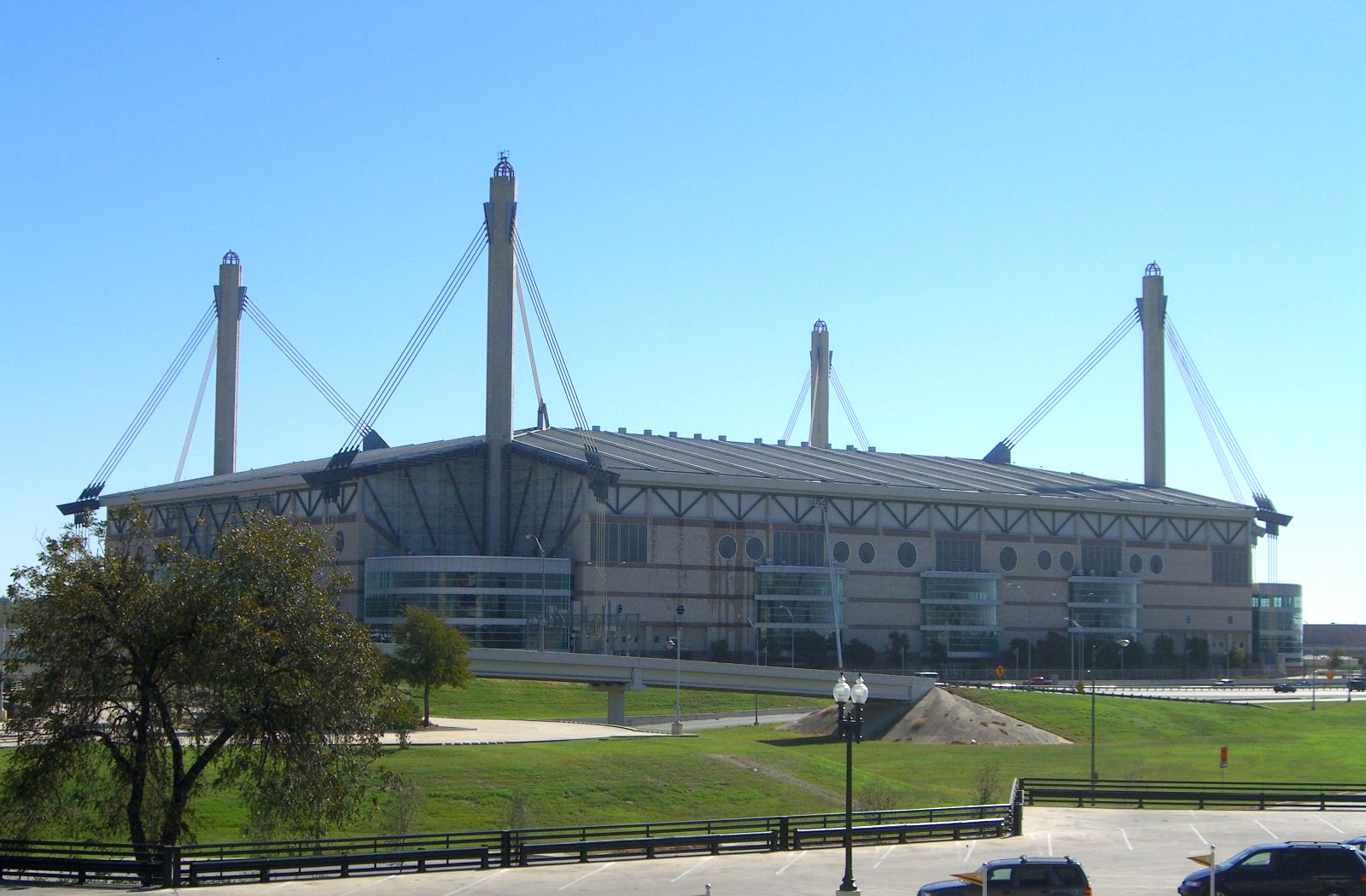
Het stadion
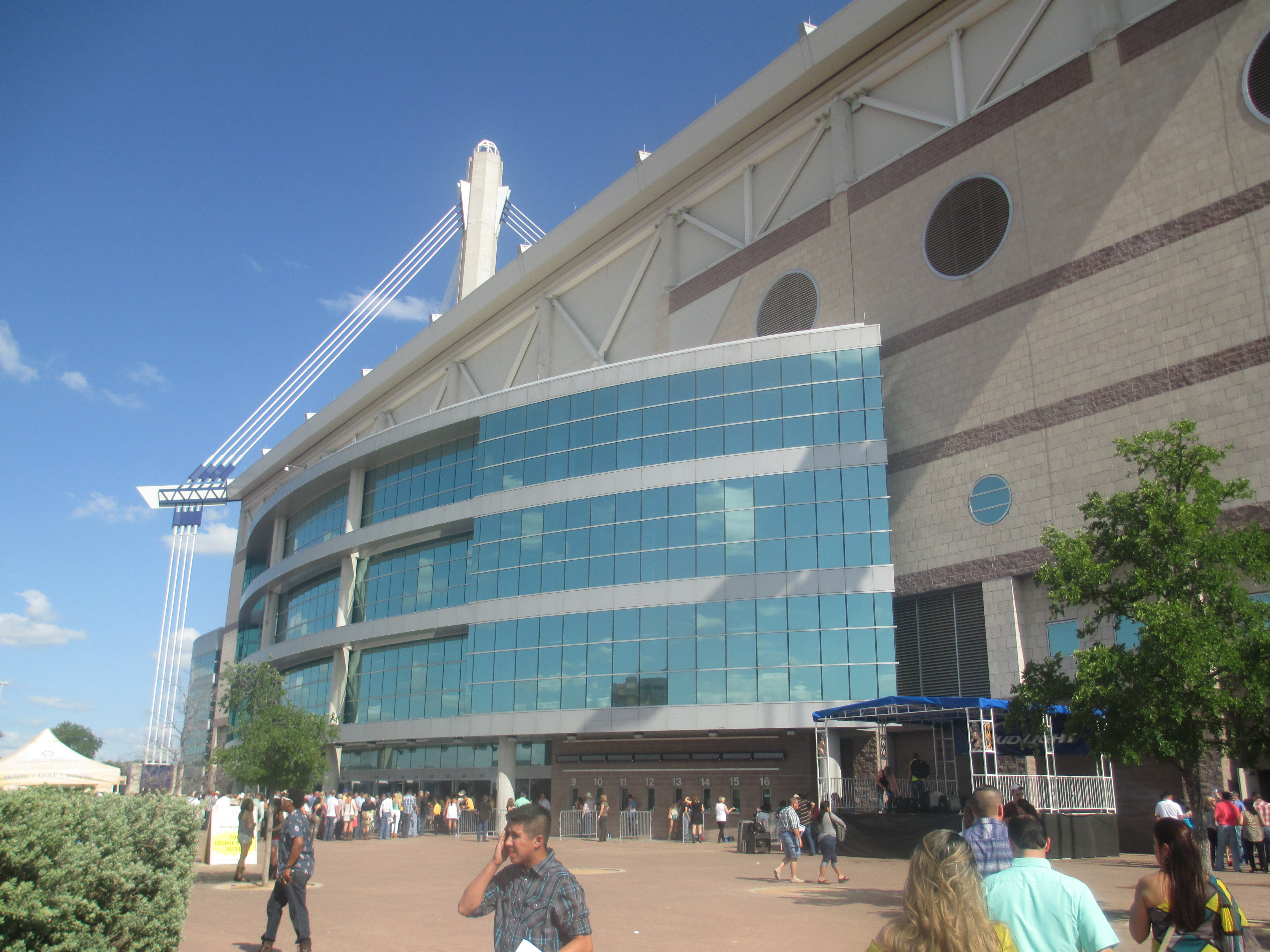
Zijkant van het gebouw
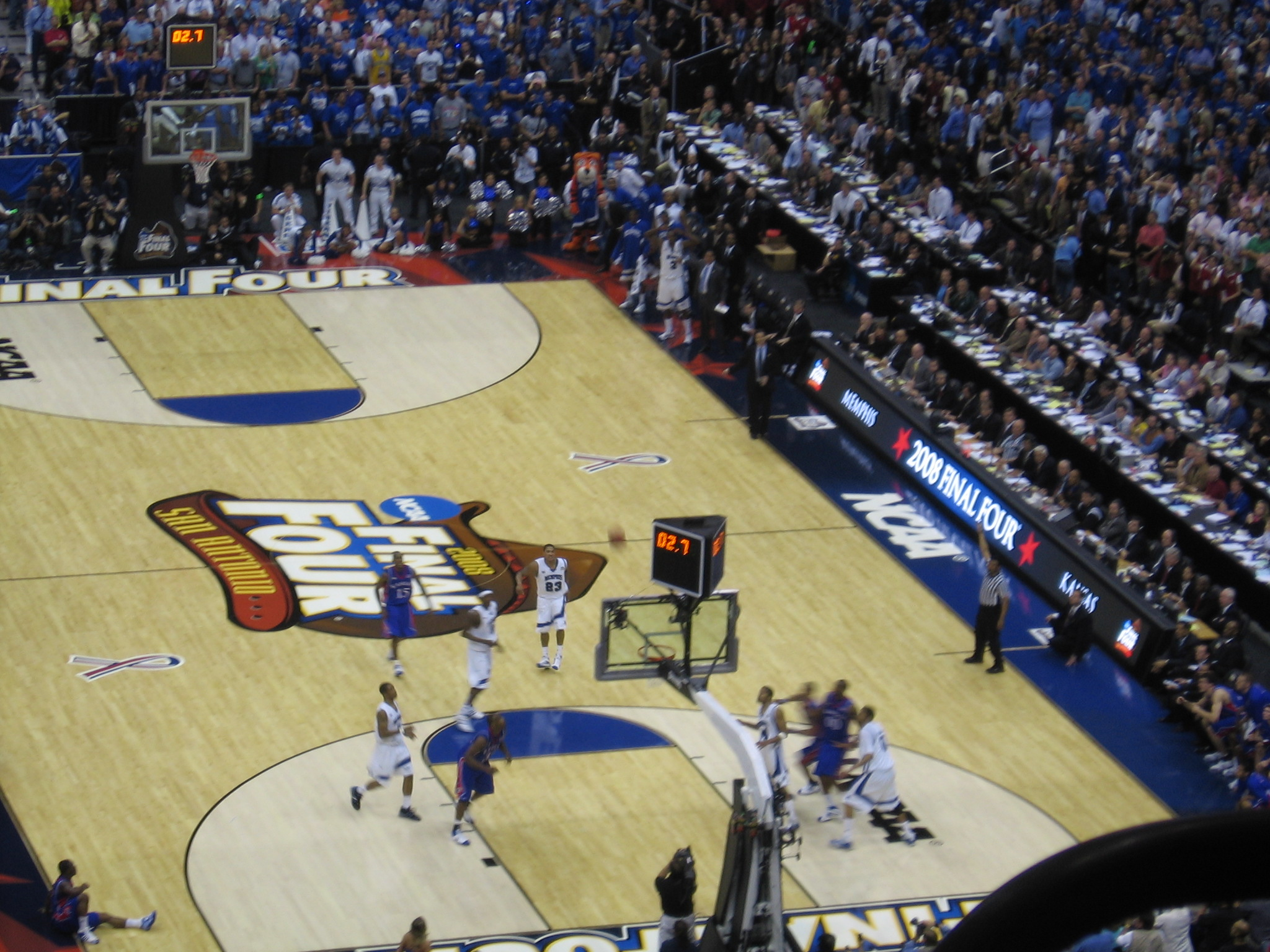
Tijdens een basketbalwedstrijd